# Lorenzo Rico
Lorenzo Rico Díaz, né le 17 janvier 1962 à Colmenar Viejo, est un ancien joueur de handball espagnol, évoluant au poste de gardien de but.
Avec 245 sélections, il est l'un des joueurs les capés de l'équipe nationale d'Espagne.

## Palmarès

### Club
compétitions internationales
- Vainqueur de la Ligue des champions (C1)
  - Vainqueur (1) : 1991
  - Finaliste en 1985, 1990
- Vainqueur de la Coupe d'Europe des vainqueurs de coupe (C2) (2) : 1994, 1995
- Finaliste de la Coupe de l'IHF (C3) en 1987

compétitions nationales
- Vainqueur du Championnat d'Espagne (10) : 1979, 1981, 1983, 1984, 1985, 1988, 1989, 1990, 1991, 1992
- Vainqueur de la Coupe du Roi (9) : 1978, 1979, 1981, 1982, 1987, 1988, 1990, 1993, 1994
- Vainqueur de la Coupe ASOBAL (1) : 1995
- Vainqueur de la Supercoupe d'Espagne (6) : 1986, 1989, 1990, 1991, 1992, 1994

### Sélection nationale
- Jeux olympiques
  - 5e place aux Jeux olympiques 1984 de Los Angeles,  États-Unis
  - 7e place aux Jeux olympiques 1988 de Séoul,  Corée du Sud
  - 5e place aux Jeux olympiques 1992 de Barcelone,  Espagne

- Championnats du monde
  - 8e place au Champion du monde 1982
  - 6e place au Champion du monde B 1983
  - 6e place au Champion du monde B 1985
  - 5e place au Champion du monde 1986
  - 4e place au Champion du monde B 1989
  - 5e place au Champion du monde 1990
  - 5e place au Champion du monde 1993
  - 11e place au Champion du monde 1995

- Autres
  -  Médaille de bronze aux Goodwill Games de 1990

### Distinctions individuelles
- Élu meilleur gardien du championnat du monde 1993
- meilleur gardien en statistiques du championnat du monde 1993
- nommé à l'élection du meilleur handballeur mondial de l'année 1994